# عبد العلي البيرجندي
عبد العلي البيرجندي (بالفارسية: عبدالعلی بیرجندی) (ت. 934 هـ / 1528 م) هو عالم فلكي فارسي من مدينة بيرجند الإيرانية.
هو نظام الدين عبد العلي بن محمد البيرجندي. من آثاره: شرح آداب المناظرة العضدية، وشرح عشرين باباً في معرفة الأسطرلاب، والتقويم، وشرح تذكرة نصير الدين الطوسي في الفلك، وعجائب البلدان، وكتاب الأبعاد والأجرام. توفي نحو 934 هـ ودفن في مقبرة قتلگاه قرب العتبة الرضوية.